# Chiese di Siracusa
Nella storia di Siracusa sono molte le chiese demolite, scomparse, dismesse e sconsacrate.
Vari eventi sismici disastrosi interessano la provincia e distruggono in epoche differenti il ricchissimo patrimonio storico - artistico - religioso della città:
- Terremoto di Siracusa del 1125 documenta il crollo della navata della cattedrale metropolitana della Natività di Maria Santissima.
- Terremoto di Catania del 1169 o terremoto di Sant'Agata violento con conseguente maremoto.
- Terremoto nel Val di Noto, Anno Domini 1542 o Magnus Terremotus in terra Xiclis distruttivo con conseguente maremoto.
- Terremoto del Val di Noto del 1693 catastrofico con conseguente maremoto.

Pochi, ma antichissimi, i luoghi di culto che hanno attraversato quasi indenni le incurie del tempo e i cataclismi della natura: la chiesa di Santa Lucia al Sepolcro, la chiesa San Nicolò ai Cordari la chiesa dello Spirito Santo, la chiesa di San Giovannello, chiesa di San Martino la stessa primitiva struttura del tempio pagano che costituisce la cattedrale metropolitana della Natività di Maria Santissima.
La Camera Reginale costituisce il propulsore per l'edificazione e la concessione di privilegi reali a un gran numero di luoghi di culto della città posti sulla terraferma che sull'isola d'Ortigia. Il patrimonio vanta alcune tra più remote testimonianze del Cristianesimo in terra di Sicilia.
Grazie al suo patrimonio artistico-culturale la città di Siracusa è stata insignita dal 2005 del titolo di Patrimonio dell'umanità. Per l'insigne profilo architettonico normanno, rinascimentale e barocco sono numerosi i luoghi di culto che rientrano tra il patrimonio tutelato dall'UNESCO.
Elenco delle chiese di Siracusa.

## Chiese attuali
Suddivisione in ordine alfabetico:
| Lettera | Immagine                                        | Nome                                                   | ubicazione                     | Note |
| ------- | ----------------------------------------------- | ------------------------------------------------------ | ------------------------------ | --- |
| A       |                                                 | Chiesa di Sant'Anna                                    |                                | |
| A       | Chiesa di Sant'Antonio Abate                    |                                                        |                                | |
| A       | Chiesa di Sant'Antonio di Padova                |                                                        |                                | |
| B       |                                                 | Chiesa di San Benedetto                                |                                | |
| C       |                                                 | Chiesa di San Corrado Confalonieri                     |                                | |
| C       | Chiesa di San Cristoforo                        |                                                        |                                | |
| D       |                                                 | Chiesa di San Domenico                                 |                                | |
| F       |                                                 | Chiesa della Sacra Famiglia                            |                                | |
| F       |                                                 | Chiesa di San Filippo Apostolo                         | Quartiere della Giudecca       | Nel suo sotterraneo i rifugi adoperati durante la Seconda Guerra Mondiale e un Mikvah - Bagno rituale ebraico |
| F       | Chiesa di San Filippo Neri                      |                                                        |                                | |
| F       | Chiesa di San Francesco d'Assisi                |                                                        |                                | |
| F       | Chiesa di San Francesco d'Assisi all'Immacolata |                                                        |                                | |
| G       |                                                 | Cattedrale extra moenia di San Giovanni alle Catacombe | Piazza San Giovanni            | Chiamata anche: Chiesa di San Giovanni Evangelista e San Marziano                                             |
|         |                                                 | Basilica di San Giovanni Battista                      | Piazza del Precursore, Ortigia | Chiamata anche: Chiesa di San Giovannello                                                                     |

### G
| - Cappella della Trinità - Chiesa di Gesù e Maria - Chiesa di San Giacomo ai Miracoli | - Chiesa di San Giorgio ai Miracoli o chiesa di Santa Maria ai Miracoli - Chiesa di San Giuseppe e Sant'Ignazio di Loyola del Collegio dei Gesuiti - Chiesa di San Giuseppe piazza San Giuseppe |

### L
| - Chiesa di Santa Lucia al Sepolcro extra moenia - Chiesa di Santa Lucia alla Badia | - Chiesa di San Luca |

### M
- Cattedrale metropolitana della Natività di Maria Santissima[18][19][20][21]

| - Chiesa del Carmine - Chiesa del Collegio di Maria - Chiesa della Madonna del Piliere - Chiesa della Madonna della Roccia - Chiesa della Madonna di Pompei - Chiesa di Maria Santissima Addolorata - Chiesa di Maria Santissima Mediatrice di tutte le Grazie - Chiesa di Maria Santissima della Misericordia e dei Pericoli o Cappuccini - Chiesa di Santa Maria Addolorata della Grotta Santa - Chiesa di Santa Maria della Concezione | - Chiesa di Santa Maria della Consolazione - Chiesa di Santa Maria del Paradiso - Chiesa di Santa Maria di Gesù - Chiesa di Santa Maria Madre della Chiesa - Chiesa di Santa Maria Madre di Dio - Chiesa di Santa Maria Stella del Mare - Chiesa di San Martino Vescovo - Chiesa di San Metodio - Santuario Madonna delle Lacrime |  |

### N
- Chiesa San Nicolò ai Cordari[24][25] o dei Funai

### P
- Basilica di San Paolo Apostolo[26]

| - Chiesa del Pantheon | - Chiesa di San Pietro al Carmine |

### R
| - Chiesa di Santa Rita | - Chiesa di San Rocco |

### S
| - Chiesa del Sacro Cuore di Gesù - Chiesa del Santissimo Salvatore | - Chiesa della Sacra Famiglia - Chiesa dello Spirito Santo |

### T
| - Chiesa di San Tommaso Apostolo | - Chiesa di San Tommaso Apostolo al Pantheon |

### Chiese sconsacrate
- Basilica paleocristiana di San Pietro intra moenia[28]
- Chiesa di San Giuseppe dei Gesuiti ex chiesa di San Giuseppe dei maestri d'ascia
- Chiesa di Gesù e Maria
- Chiesa di Sant'Anna[7]
- Chiesa di San Biagio e San Leonardo dei Cavalieri di Malta
- Chiesa di San Benedetto
- Chiesa di San Domenico
- Chiesa di San Francesco di Paola[9]
- Chiesa di San Tommaso apostolo
- Chiesa di San Tommaso apostolo
- Chiesa di Santa Maria Aracoeli monastero con la chiesa di Santa Margherita
- Chiesa di Santa Maria di Montevergini
- Chiesa di Santa Teresa degli scalzi o chiesa del Santissimo Salvatore o chiesa dei Carmelitani Scalzi
- Chiesa della Madonna della Grazie[7]

### Chiese demolite
- Chiesa delle Anime del Purgatorio adibita a sede delle Poste Regie e in seguito demolita.
- Chiesa di Santa Maria d'Idria adibita a sede delle Poste Regie e in seguito demolita.
- Chiesa di Sant'Andrea dei Teatini o Chiesa di Sant'Andrea Apostolo o chiesa della Madonna del Soccorso e convento dei Teatini, eretti da Stefano nel V secolo. Oggi la chiesa di San Francesco d'Assisi all'Immacolata occupa l'area.
- Chiesa di Sant'Antonio.
- Chiesa dell'Annunziatella e monastero dell'Annunziatella ubicati vicino alla chiesa delle Anime del Purgatorio.
- Chiesa del Crocifisso nei pressi della basilica di San Paolo Apostolo raccoglieva opere della chiesa della Madonna della Grazia.
- Chiesa del Cuore di Gesù e Istituto delle suore di Carità,
- Chiesa del Ritiro e monastero delle Carmelitane del Ritiro.
- Chiesa del Salvatore, chiesa bizantina all'interno del tempio di Apollo, moschea araba, chiesa normanna, infine caserma spagnola. Demolita nel XVII secolo.
- Chiesa della Madonna Santissima degli Angeli e Congregazione della Madonna Santissima degli Angeli.
- Chiesa della Madonna di Piedigrotta.
- Chiesa della Madonna di Pompei e Ospizio Umberto primo oggi sede bancaria.
- Chiesa della Madonna di Porto Salvo, chiesa della Madonna dei Pericoli (?) e Congregazione dei marinai.
- Chiesa di Montevergini e monastero di Montevergini.
- Chiesa del Santissimo Nome di Gesù.
- Chiesa di Nostra Signora Annunziata e monastero di Nostra Signora Annunziata. La demolizione della chiesa di Nostra Signora Annunziata e monastero di Nostra Signora Annunziata, della chiesa di Sant'Andrea dei Teatini e chiesa di San Giacomo Apostolo comporterà coi materiali recuperati, la costruzione del controverso Teatro Comunale
- Chiesa di San Fantino ubicata nell'area dell'attuale chiesa di San Giuseppe
- Chiesa di San Giacomo al Maniace
- Chiesa di San Giacomo Apostolo trasferita presso la chiesa di Santa Lucia la piccola della Congregazione dei Bottai sotto il titolo di San Giuseppe. I materiali di risulta, dopo la demolizione, furono adoperati per la costruzione del Teatro Comunale
- Chiesa di San Giorgio
- Chiesa di San Giovanni Ante Portam Latinam divenuta la chiesa di San Giuseppe dei maestri d'ascia, ceduta dalla Confraternita alla Congregazione di San Bartolomeo dei cocchieri e staffieri
- Chiesa di San Giovanni di Dio,[8] convento dei Fatebenefratelli e Ospedale dei Fatebenefratelli, oggi edificio dell'ex Museo archeologico regionale Paolo Orsi
- Chiesa di San Giuseppe dei maestri d'ascia e Gangia dei Cappuccini, derivata dalla chiesa di San Giovanni ante portam latinam
- Chiesa di San Giuseppe al Collegio derivata in nuova chiesa di San Giuseppe e dal Collegio dei Gesuiti
- Chiesa di San Giuseppe il vecchio o San Bartolomeo vicino alla chiesa di Sant'Anna e al monastero francescano di Santa Maria Aracoeli
- Chiesa di San Lorenzo fuori le Mura[30]
- Chiesa di San Michele Arcangelo[8] nei pressi della chiesa di San Martino e la chiesa di Santa Teresa
- Chiesa di San Nicola di Bari[16] o chiesa di Monte Santo
- Chiesa di San Nicolò
- Chiesa di San Pietro ad Baias. Nel 1104 il conte Tancredi dona al vescovo Ruggero il monastero benedettino di Tremilia[31] costruito sulle basi del vecchio convento di San Pietro de Bajais edificato da Papa Gregorio magno intorno al VI secolo
- Chiesa di San Rocco, monastero di San Rocco, Orfanotrofio di San Rocco e Ospedale delle Sante Piaghe o delle Cinque Piaghe.
- Chiesa di San Sebastianello[16] o chiesa della Madonna della Misericordia. Vi si trasferisce la Confraternita dei Sacerdoti ubicata presso la chiesa di Santa Caterina. In epoca successiva la chiesa fu mantenuta dalla Confraternita di San Sebastiano
- Chiesa di Santa Caterina e monastero di Santa Caterina adiacenti alla chiesa di San Filippo Neri
- Chiesa di Santa Croce e monastero di Santa Croce o Reclusorio delle Ree pentite
- Chiesa di Santa Lucia la Piccola o chiesa di Santa Lucia dei Disciplinati. Il luogo di culto era costituito da una piccola parte di un grosso edificio d'epoca sveva progressivamente demolito attraverso i secoli. Chiesa dei Miracoli
- Chiesa di Santa Maria Aracoeli e monastero francescano di Santa Maria Aracoeli
- Chiesa di Santa Maria della Grazia
- Chiesa di Santa Maria della Misericordia[32]
- Chiesa di Santa Maria della Porta o chiesa di Santa Maria Assunta
- Chiesa di Santa Maria di Monserrato[9] poi chiesa di Sant'Omobono[13]
- Chiesa di Santa Sofia e monastero di Sant'Eustachio ceduti per la costruzione del monastero di Montevergine
- Chiesa di Sant'Agata
- Chiesa dei Quattro Santi Coronati[9]
- Chiesa del Santo Sepolcro poi derivata in chiesa di Sant'Agostino e convento dell'Ordine di Sant'Agostino[9]
- Chiesa di Santo Stefano e Confraternita di Santo Stefano
- Chiesa della Santissima Trinità adiacente al convento di San Filippo Neri
- Chiesa della Santissima Vergine di Loreto o chiesa della Visitazione, con l'arrivo da Messina dei Fatebenefratelli è ad essi assegnata e prese il nome di chiesa di San Giovanni di Dio. Nel 1882 è trasformata in Museo e Biblioteca Comunale.
- Chiesa di Santa Maria della Concezione e monastero benedettino di Santa Maria della Concezione fuori le mura, fondati nel 1169 dal re Guglielmo II il Buono sotto la regola di San Benedetto. Destinatario di privilegi nel 1197, nel 1218 concessi dall'imperatore Federico II di Svevia e da sua moglie Costanza d'Aragona. Nel 1320, il Vescovo Pietro Montecateno, trasferì il monastero entro le mura e nel 1402 lo unificò al monastero benedettino di Santa Margherita fondato nel 1393 da Giacoma Bonaventura. Per la sua importanza e ricchezza primeggiava tra i monasteri della città, in buona parte distrutto dal terremoto del Val di Noto del 1693. La ricostruzione costituisce l'odierna Prefettura.
- Chiesa della Madonna di Loreto o Romitello[25]
- Chiesa di Santa Venera[25]
- Chiesa di San Giuliano[33]

## Elenco complessivo

### Case
- Casa del Ritiro

### Collegi
- Collegio dei Gesuiti[9]
- Collegio di San Carlo

### Commende
- Commenda di San Calogero, commenda dell'ordine di San Giacomo della Spada in provincia di Siracusa

### Confraternite
- Arciconfraternita di San Filippo Apostolo[34]
- Confraternita dei Bianchi
- Confraternita dei Sacerdoti
- Confraternita di San Giuseppe
- Confraternita di San Sebastiano
- Confraternita di Santa Maria d'Itria
- Confraternita di Santo Stefano
- Confraternita di Sant'Antonio Abate
- Confraternita del Santissimo Salvatore dei maestri quartarari
- Confraternita dello Spirito Santo[8][34]

### Congregazioni
- Congregazione di Gesù e Maria della Grotta
- Congregazione della Madonna Santissima degli Angeli
- Congregazione dei marinai
- Congregazione dei Bottai sotto il titolo di San Giuseppe
- Congregazione di San Bartolomeo dei cocchieri e staffieri
- Congregazione dei marinai e dei pescatori
- Congregazione della Santissima Annunziata
- Congregazione dei Gesuiti
- Congregazione di San Filippo Neri
- Congregazione del Santissimo Nome di Gesù presso la chiesa di San Domenico[9]

### Conservatori
- Conservatorio delle Ree pentite
- Conservatorio domenicano delle Vergini
- Conservatorio di Santa Croce[35]
- Conservatorio delle donzelle orfane[35]
- Reclusorio delle Ree pentite

### Monasteri

#### Femminili
- Monastero benedettino di Santa Maria della Concezione[36][37]
- Monastero di Santa Lucia dentro le Mura[36][37][38]
- Monastero benedettino di San Benedetto o di Suor Cesarea del Cassaro[8][36][39]
- Monastero benedettino di Nostra Signora Annunziata[13][36][38]
- Monastero benedettino di Montevergine regola di San Bernardo[8][40]
- Monastero benedettino di Santa Maria Aracoeli[40]
- Monastero carmelitano di Santa Teresa[16][40]
- Monastero delle Carmelitane del Ritiro o Monastero Carmelitano di Santa Maria del Monte Carmelo[37][40]

#### Maschili
- Monastero delle Cinque Piaghe
- Monastero benedettino di Sant'Eustachio
- Monastero benedettino di Santa Lucia alla Badia[38]
- Monastero benedettino di Santa Margherita
- Monastero benedettino di Tremilia costruito sulle basi del vecchio Convento San Pietro de Bajais
- Monastero francescano di Santa Chiara
- Monastero francescano di Santa Croce o Conservatorio delle Ree pentite
- Monastero dell'Annunziatella
- Monastero di San Rocco
- Monastero di Santa Caterina

#### Comunità monastiche soppresse
Fra parentesi le date di costituzione e di soppressione del monastero.
- Monastero di Montevergine[8] (1497 - 1866)

### Conventi

#### Maschili
- Convento di San Domenico[9][40][42]
- Convento di San Francesco d'Assisi[42][43]
- Convento di Sant'Agostino (Calzi)[9][38][43]
- Convento dei Carmelitani scalzi presso la chiesa di San Pietro al Carmine[43]
- Convento dei Paolotti[43]
- Convento di Sant'Andrea dei Teatini[38][43]
- Convento dei Fatebenefratelli o Casa religiosa dei Buonfratelli[43]
- Convento di San Filippo Neri o Casa religiosa di San Filippo Neri[43]
- Convento dei Carmelitani riformati[43]
- Convento di San Francesco di Paola dei Frati Minimi Osservanti[19]
- Convento dei Cappuccini[19]
  - Chiesa di Santa Maria della Misericordia, primitiva sede fino al 1582;[44]
  - Chiesa di Santa Maria dei Pericoli alle Latomie dette dei Cappuccini.[16]
- Convento Collegio dei Gesuiti
- Convento dei Carmelitani di Santa Teresa degli scalzi[8]
- Convento dei Carmelitani di Monte Santo
- Convento della Capitulana
- Convento di San Giovanni di Dio o degli Ospedalieri o Fatebenefratelli[45]
- Convento di San Nicolò
- Convento di San Pietro de Bajais
- Convento di Santa Maria di Gesù[46]
- Convento di Maria Santissima della Scala

#### Comunità religiose soppresse
Fra parentesi le date di costituzione e di soppressione del convento.
- Collegio dei Gesuiti (1475 - 1860)
- Convento del Carmine (1828 - 1838)
- Convento di Santa Maria Annunziata (1480 - 1620)

### Convitti
- Convitto femminile delle vincenzine o delle Figlie della Carità di San Vincenzo de Paoli

### Eremi
- Eremo della Grotta Santa

### Istituti
- Istituto delle suore di Carità

### Oratori
- Oratorio di San Filippo Neri

### Orfanotrofi
- Orfanotrofio di San Rocco

### Ospedali
- Ospedale dei Fatebenefratelli di Santa Maria della pietà. Nel 1374 il vescovo Eneco Alemannia, col consenso del Senato, raggruppava tutti gli ospedali:[17]
  - Ospedale dei Fatebenefratelli di Santa Maria della pietà maschile presso la Chiesa della Visitazione[47]
  - Ospedale dei Fatebenefratelli di Santa Lucia e Santa Caterina femminile presso la Chiesa della Visitazione[47]
  - Ospedale dei Cavalieri Gerosolimitani
  - Ospedale di San Marziano
  - Ospedale di San Nicolò
  - Ospedale di San Paolo o di Sant'Andrea
  - Ospedale ebreo di vicolo dell'Oliva
- Ospedale militare di Santa Teresa
- Ospedale delle Sante Piaghe

### Ospizi
- Ospizio Umberto primo

### Seminari
- Seminario dei Chierici[35]
- Seminario Nuovo o Episcopio[35]

### Sinagoghe
- Sinagoga

## Galleria d'immagini

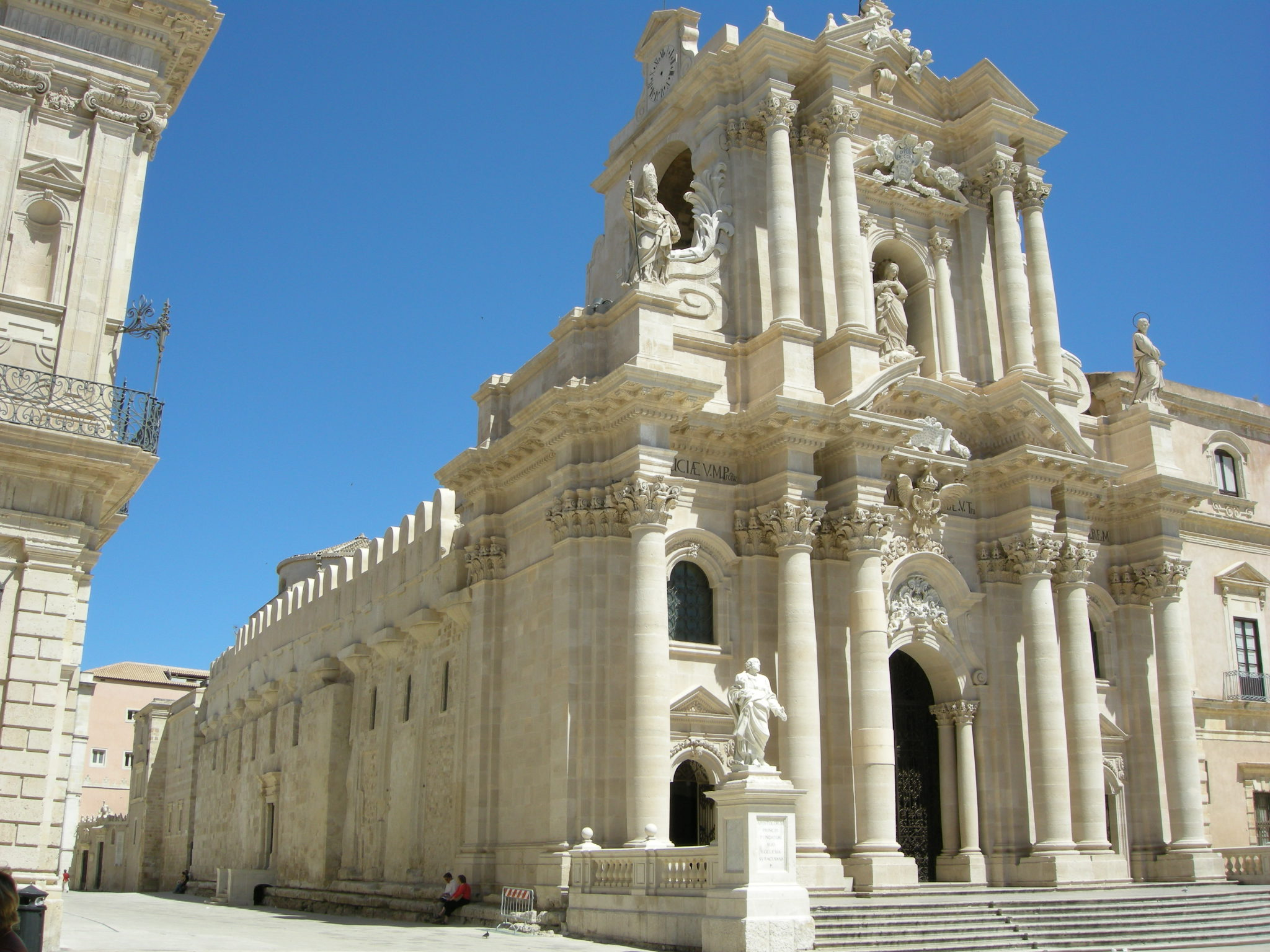
Cattedrale metropolitana della Natività di Maria Santissima
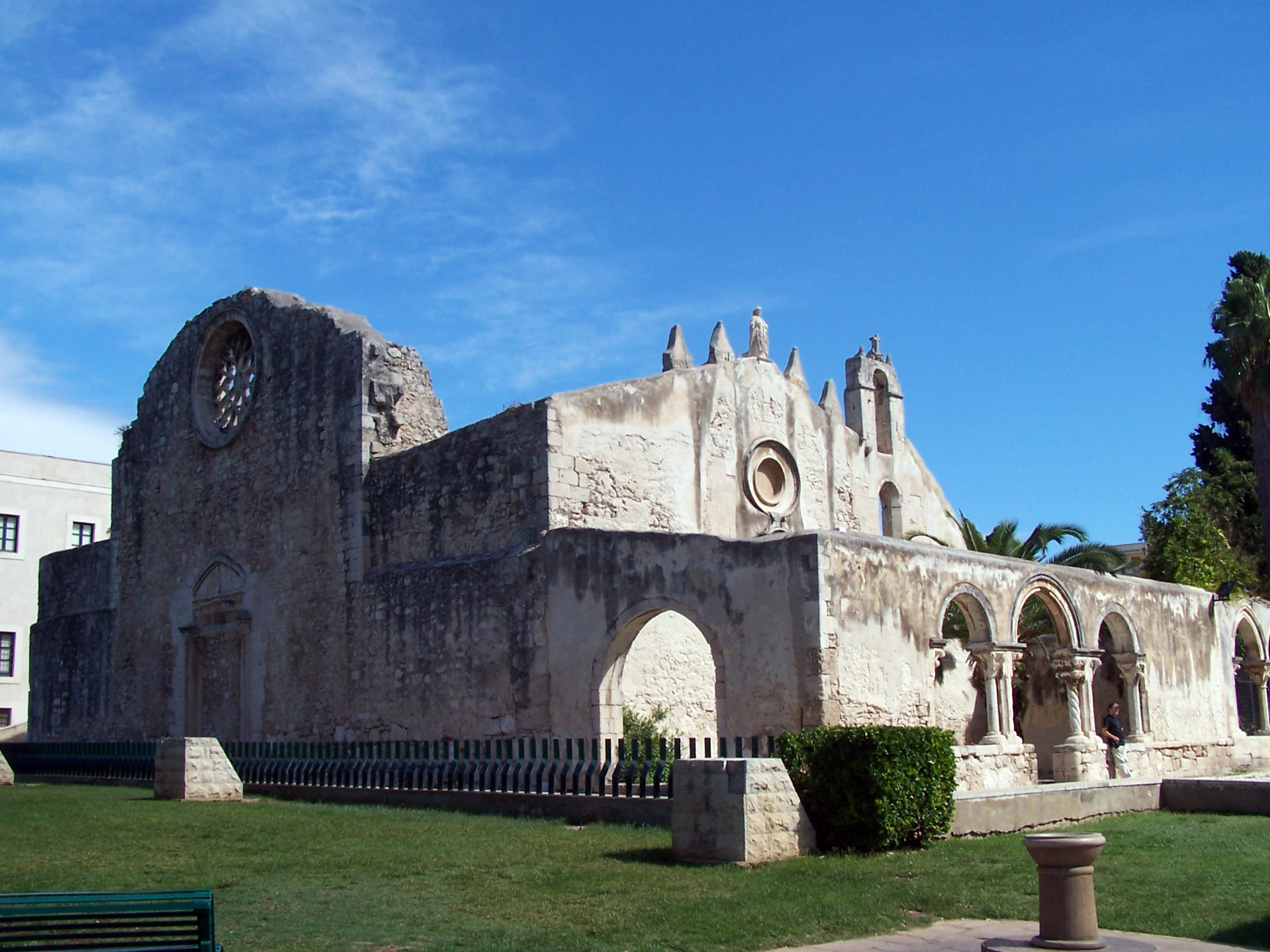
Cattedrale di San Giovanni alle Catacombe
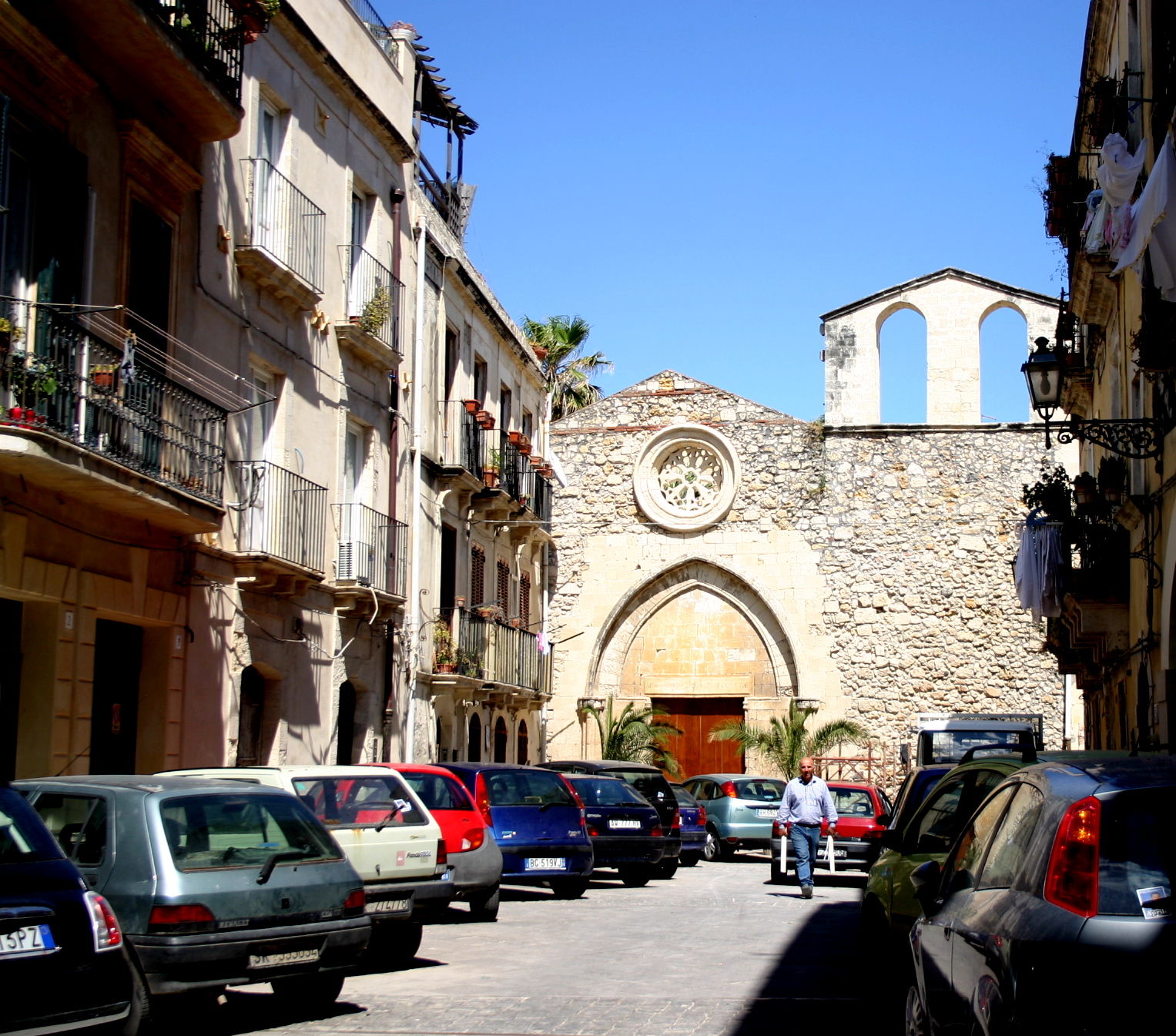
Chiesa di San Giovanni Battista
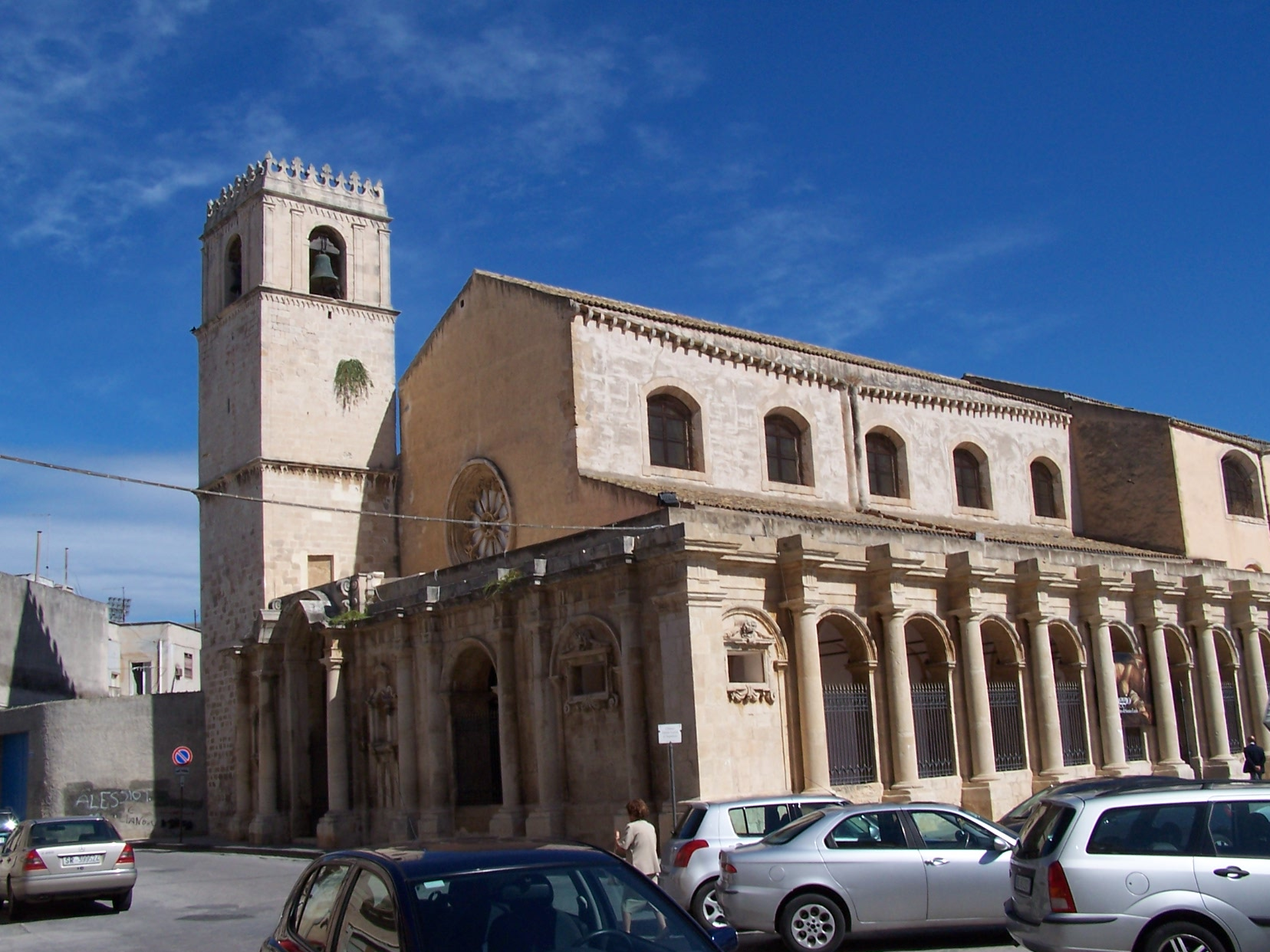
Chiesa di Santa Lucia al Sepolcro
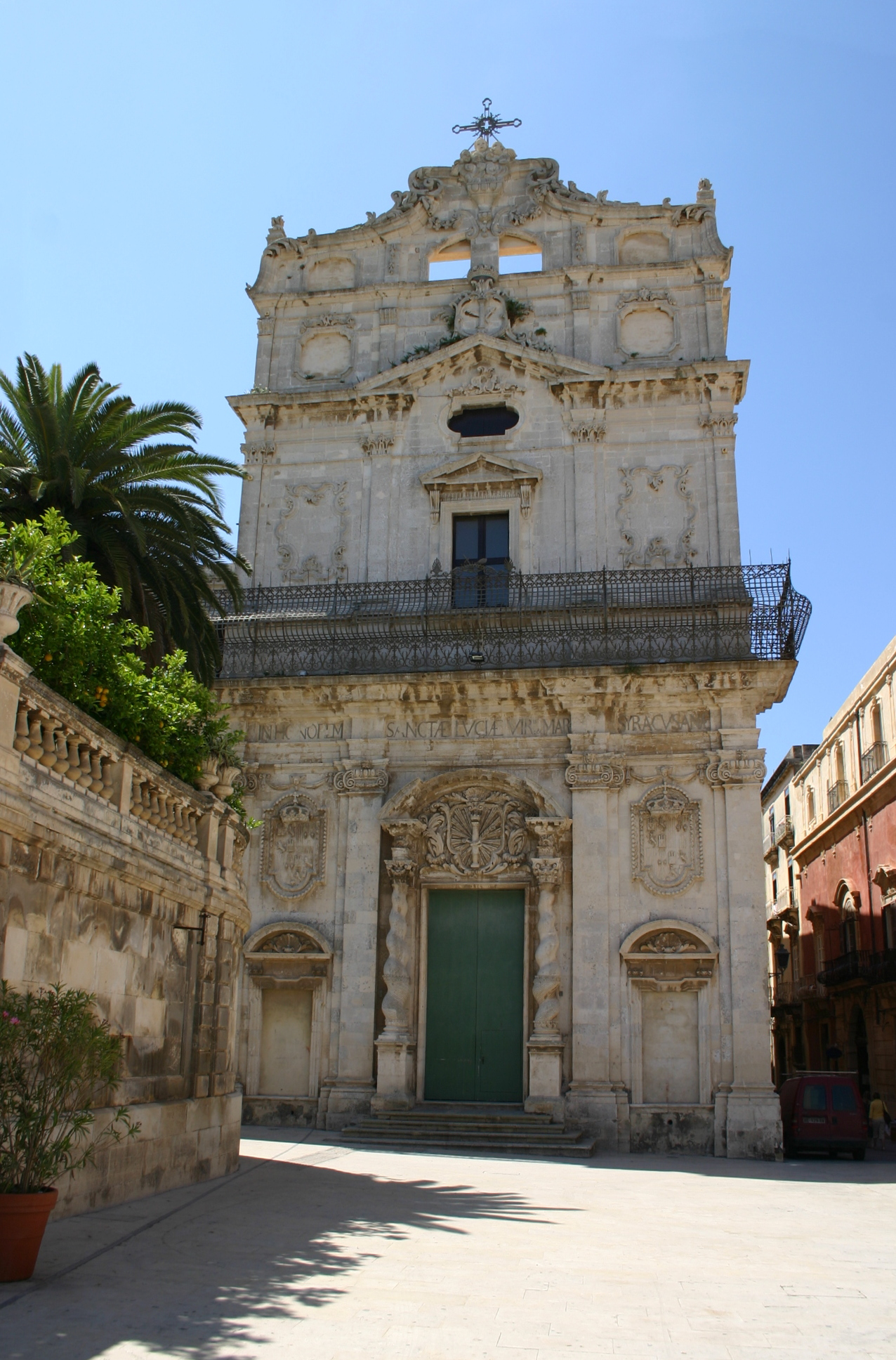
Chiesa di Santa Lucia alla Badia
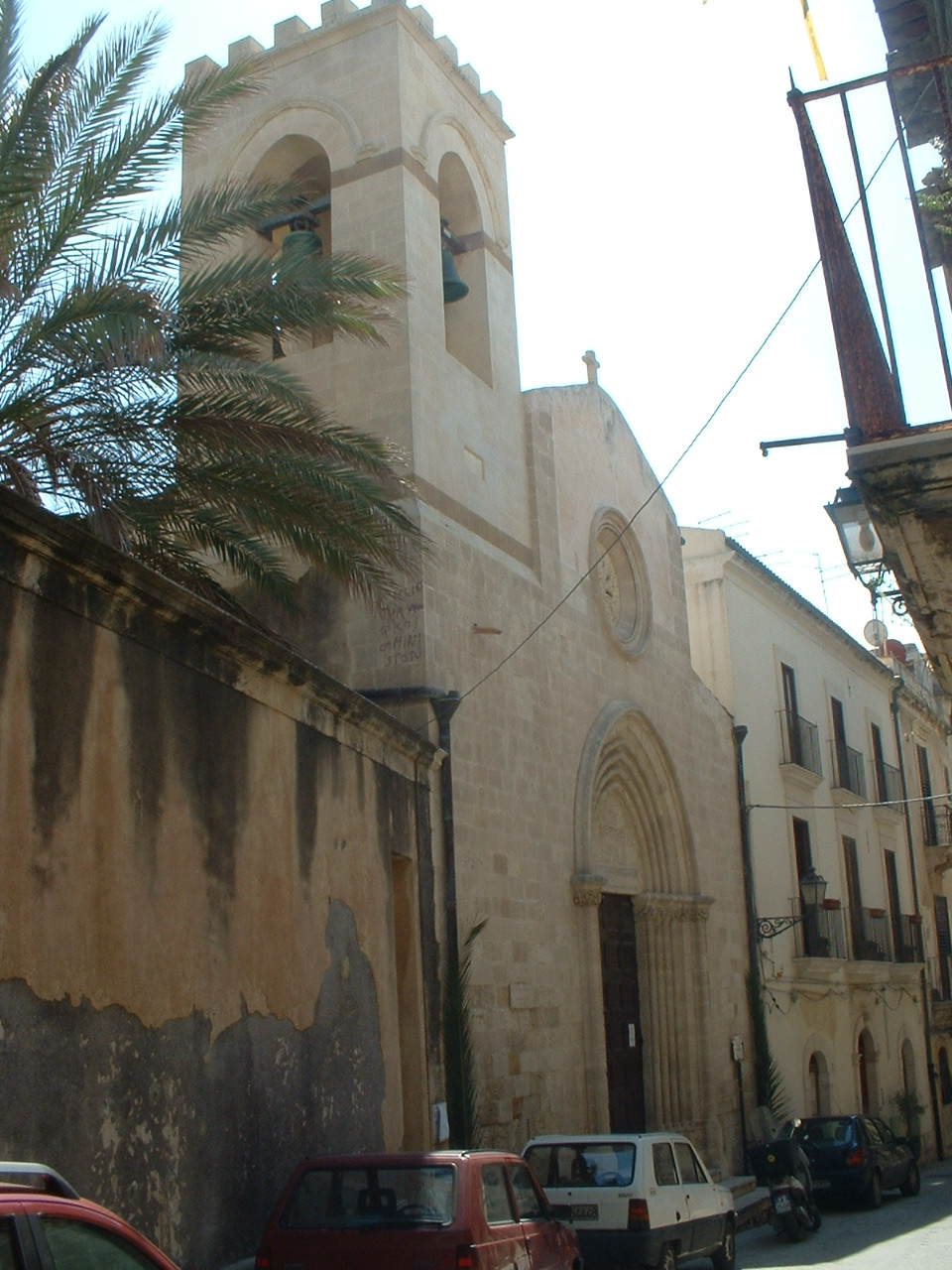
Chiesa di San Martino
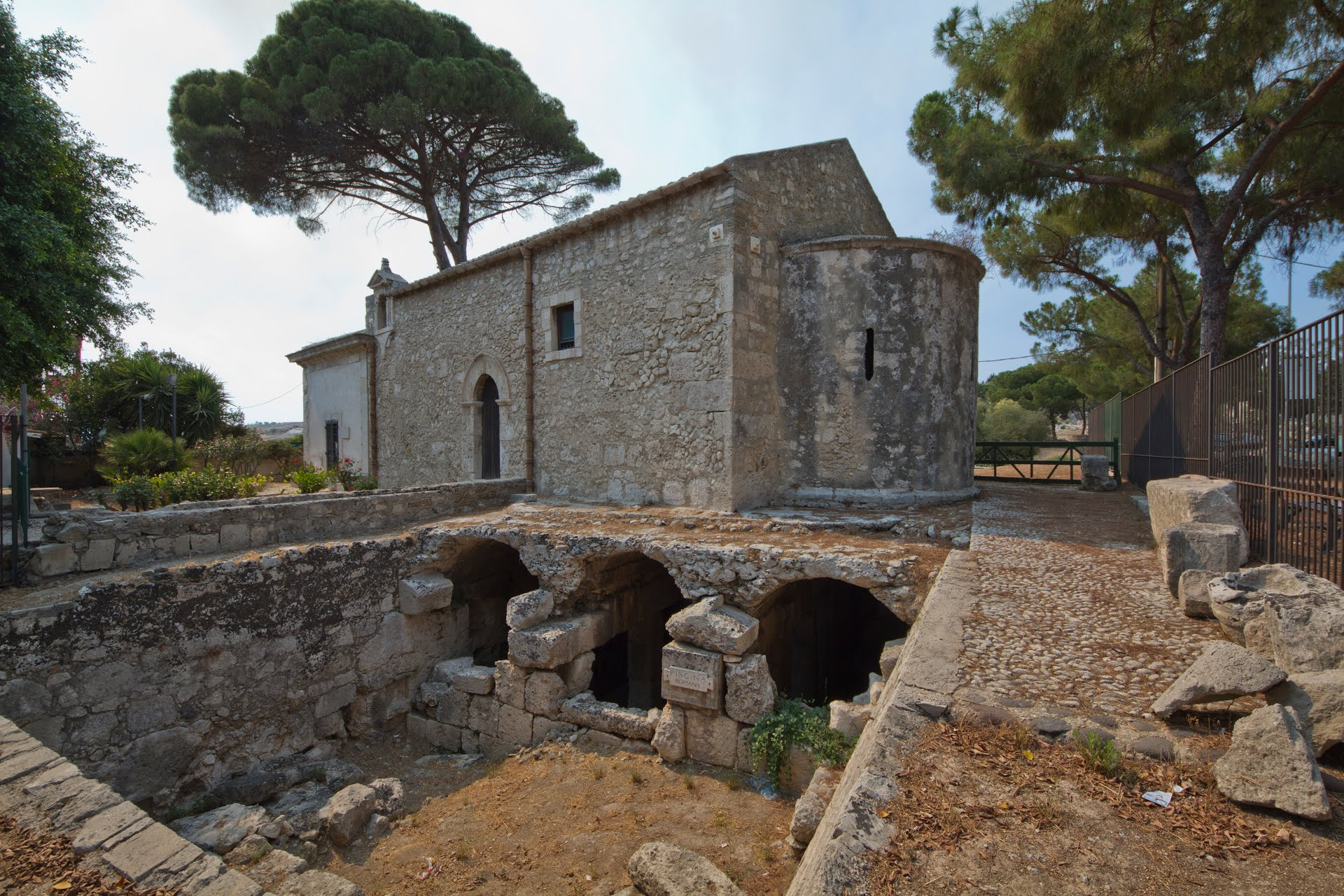
Chiesa San Nicolò ai Cordari
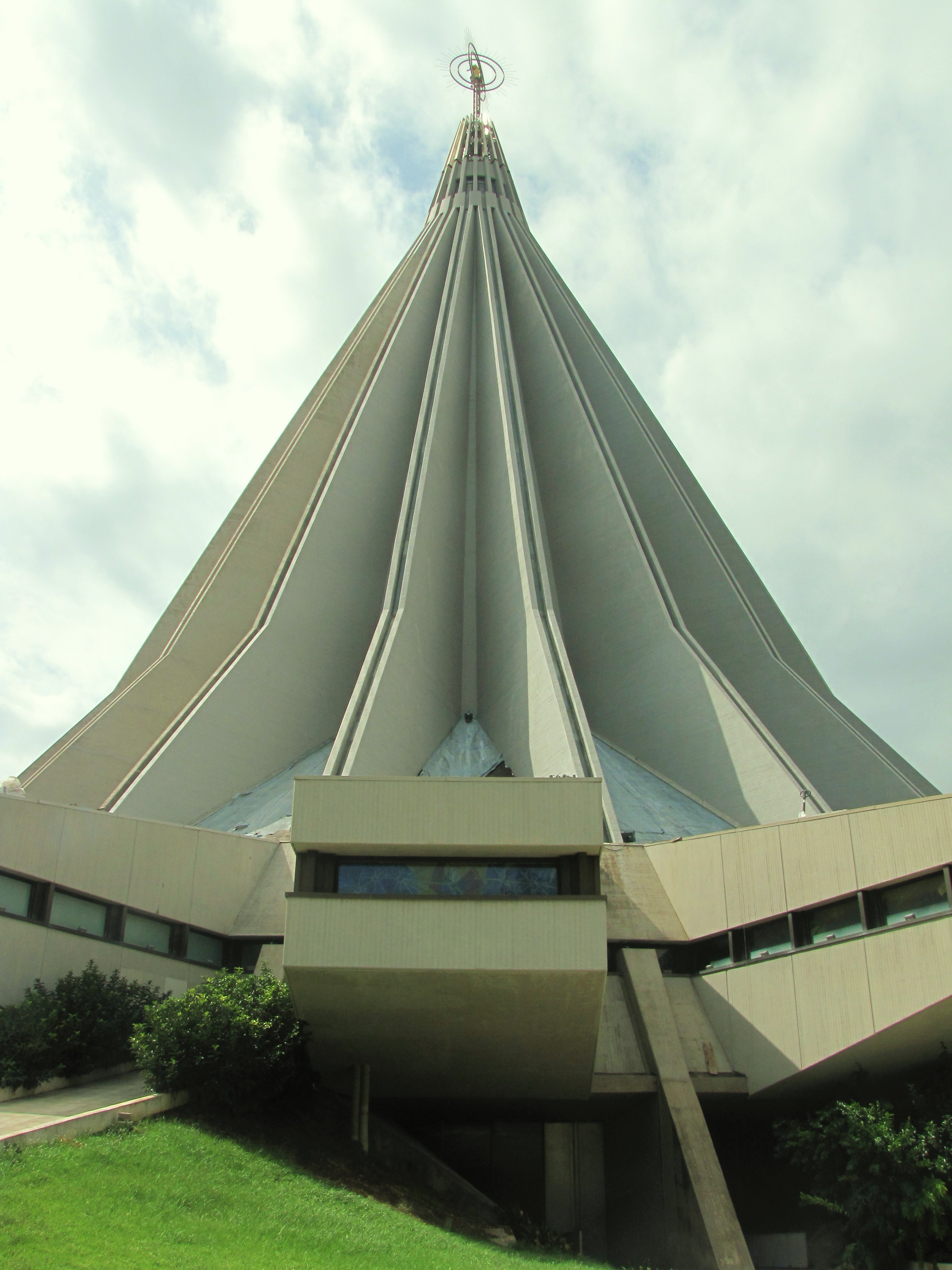
Santuario della Madonna delle Lacrime
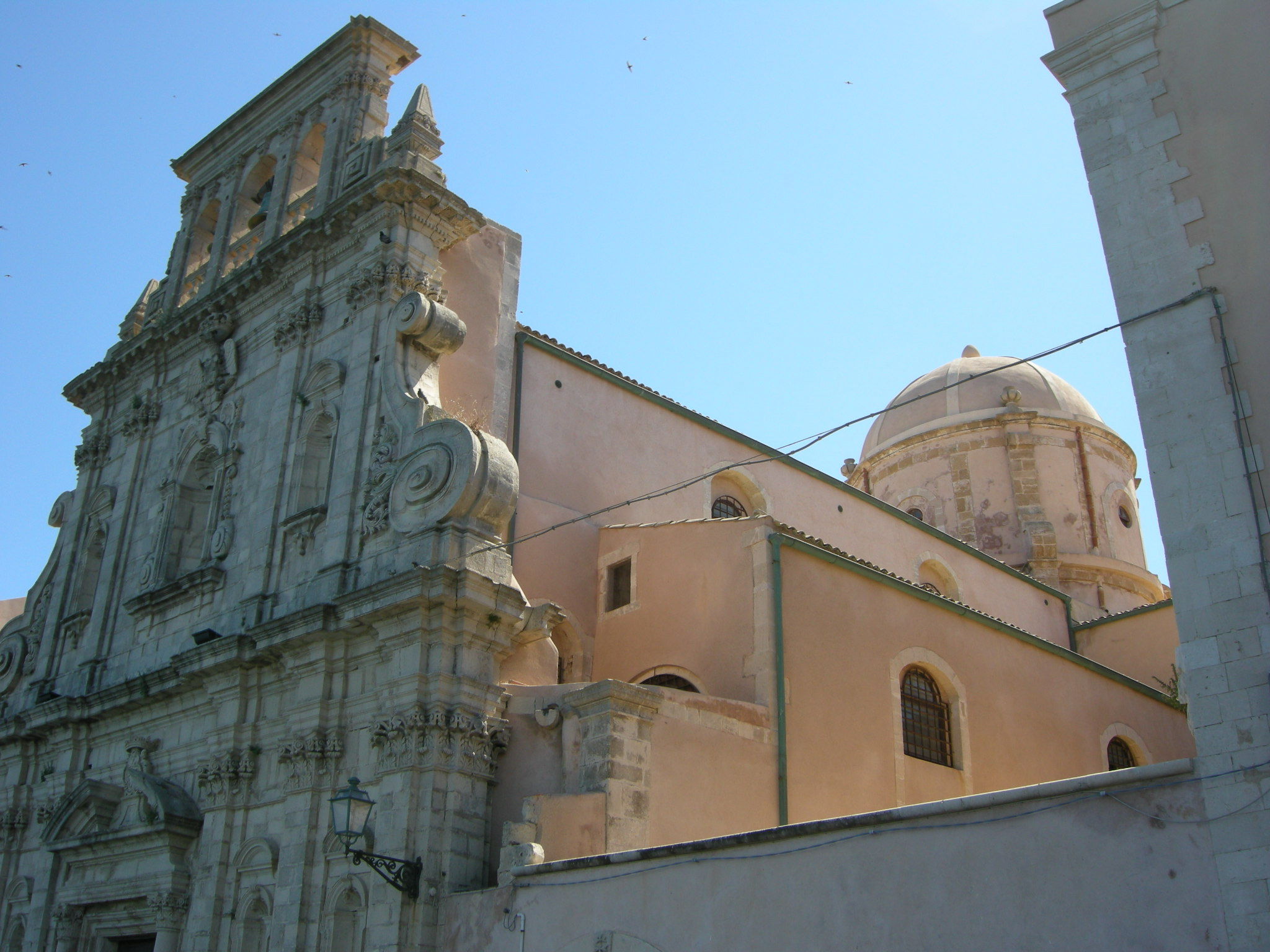
Chiesa dello Spirito Santo
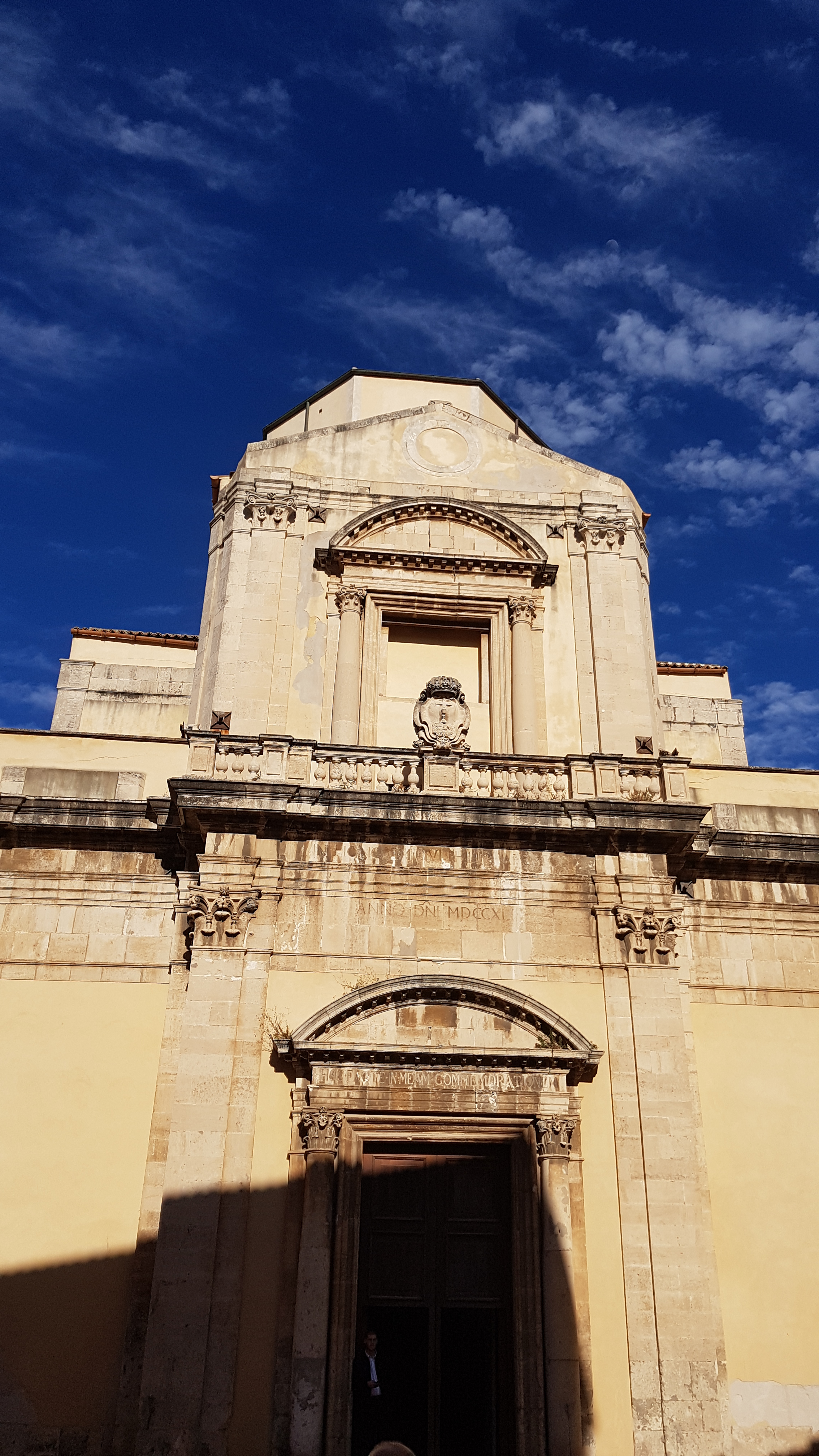
Chiesa di San Filippo Apostolo